# Brigata meccanizzata “Aosta”

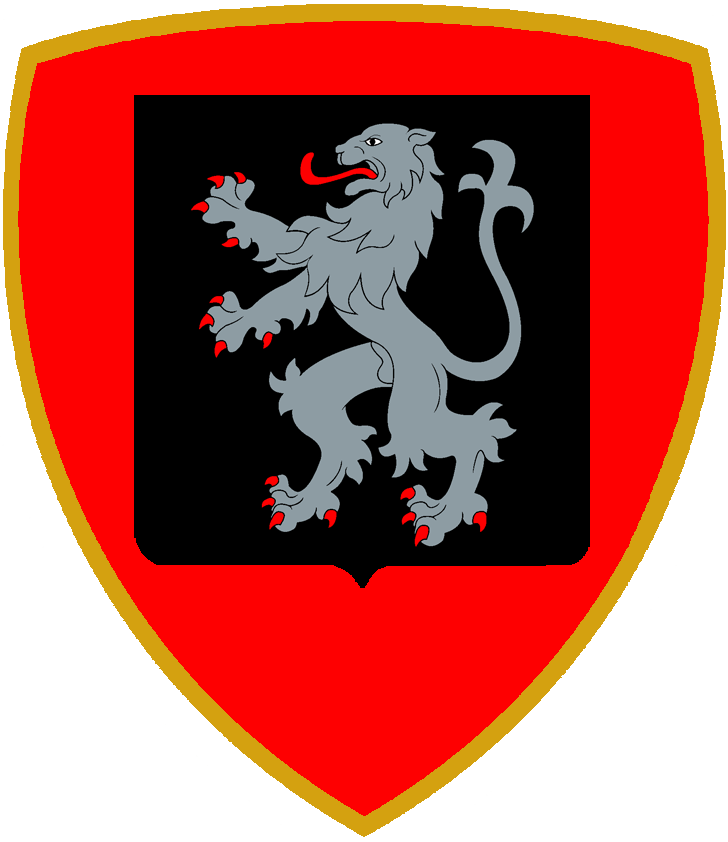
Wappen der Brigade Aosta

Die Brigata meccanizzata “Aosta” (deutsch Mechanisierte Infanteriebrigade Aosta) ist ein auf Sizilien stationierter Großverband des italienischen Heeres. Der Stab der Brigade befindet sich in Messina.

## Auftrag
Die Infanteriebrigade Aosta untersteht truppendienstlich dem regionalen Führungskommando COMFOP Sud in Neapel. Sie dient in erster Linie der Landes- und Bündnisverteidigung. Sie wird für Friedensmissionen und Kampfeinsätze im Rahmen der EU, der NATO oder der UNO im Ausland eingesetzt. Bei Bedarf übernimmt die Brigade Unterstützungs- und Sicherungsaufgaben im Auftrag ziviler Stellen.

## Gliederung

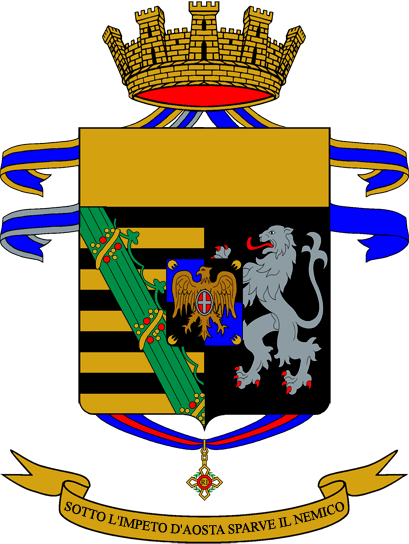
Wappen 5. Inf. Rgt. Aosta

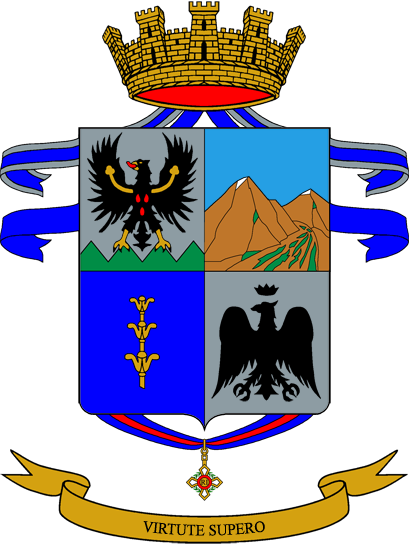
Wappen 62. Inf. Rgt. Sicilia

- 6. Stabs- und Unterstützungsverband Aosta (Messina)
- 5. Infanterieregiment Aosta (Messina)
- 62. Infanterieregiment Sicilia (Catania)
- 6. Bersaglieri-Regiment (Trapani)
- 6. Kavallerieregiment Lancieri di Aosta (Palermo)
- 24. Artillerieregiment „Peloritani“ (Messina)
- 4. Pionierregiment (Palermo)
- Logistikregiment Aosta (Palermo)

Alle Regimenter der Brigade haben Bataillonsstärke. Der 6. Stabs- und Unterstützungsverband steht in der Nachfolge des aufgelösten 6. Infanterieregiments und führt auch dessen Truppenfahne.

## Ausrüstung
Die Brigade wird von Kettenfahrzeugen auf Radfahrzeuge umgerüstet. Das Kavallerieregiment verfügt unter anderem über Radpanzer vom Typ Centauro, die Infanterieregimenter erhalten Radschützenpanzer des Typs Freccia und geschützte Fahrzeuge Lince statt einer modifizierten Version des Mannschaftstransporters M113. Das Artillerieregiment hat statt der Panzerhaubitzen M109L nunmehr Feldhaubitzen FH70, die reichweitegesteigerte, gelenkte Vulcano-Granaten verschießen können.

## Geschichte
Die Infanteriebrigade Aosta entstand aus dem 1690 im damaligen Herzogtum Savoyen gegründeten Infanterieregiment Fucilieri di Sua Altezza Reale („Füsiliere seiner Königlichen Hoheit“). Dieses Regiment war von 1713 bis 1718 auf Sizilien stationiert, als die Insel vorübergehend dem Haus Savoyen gehörte, das Sizilien 1720 gegen Sardinien eintauschte. Im Zug einer Heeresreform im Königreich Sardinien-Piemont ging aus diesem Regiment 1831 die Infanteriebrigade Aosta hervor, die aus den Infanterieregimentern 5 und 6 bestand. Sie nahm an den italienischen Einigungskriegen teil und zeichnete sich 1859 in der Schlacht von San Martino besonders aus. Im Ersten Weltkrieg erfolgte der bedeutendste Einsatz auf dem Monte Grappa. Vom 22. bis zum 26. November 1917 verteidigte die Brigade mit ihren vielen sizilianischen Soldaten in einer für Italien sehr kritischen Lage den wichtigen Col della Berretta erfolgreich. Seit dieser Zeit ist die Brigade eng mit Sizilien verbunden. Nach dem Ersten Weltkrieg bildeten dort ihre beiden Regimenter zusammen mit dem 85. Infanterieregiment Verona und dem 22. Feldartillerieregiment die 28. Infanteriedivision mit Sitz in Palermo. Mit der Heeresreform von 1939 entstanden die schwachen, aus nur zwei Infanterieregimentern bestehenden so genannten „binären“ Divisionen, darunter die Division Aosta mit den Infanterieregimentern 5 und 6, sowie dem 22. Feldartillerieregiment. Während des Zweiten Weltkriegs verblieb die Division auf Sizilien und kämpfte im Westen und Norden der Insel im Juli und August 1943 gegen US-Truppen. Vom 9. bis zum 12. August 1943 wurden die Regimenter der Aosta auf das italienische Festland verlegt, erst nach Avellino und dann auch nach Trient, und im September 1943 dort aufgelöst.
Bereits am 1. Oktober 1944 entstand auf der von den Alliierten besetzten Insel Sizilien eine italienische Brigade mit der Bezeichnung Aosta, die zunächst Sicherheitsaufgaben hatte. Aus dieser Brigade ging 1948 in Palermo die neue Infanteriedivision Aosta hervor, die man jedoch 1961 wieder zu einer Brigade verkleinerte. Nach der Heeresreform von 1975 unterstanden ihr drei motorisierte Infanteriebataillone (5. Col della Berretta, 62. Sicilia, 141. Catanzaro), ein Panzerbataillon (62. Jero), ein Feldartilleriebataillon (24. Peloritani) und ein Logistikbataillon (Aosta). 1992 wurde die Brigade mechanisiert und ihre Bataillone nahmen die Bezeichnung Regiment an.
Die Infanteriebrigade Aosta leistete 1968 im Westen Siziliens nach einem Erdbeben im Belice-Gebiet Katastrophenhilfe, 1980 auch auf dem Festland nach einem Beben in Irpinien. 1992 wurde die Brigade auf Sizilien zur Aufrechterhaltung der öffentlichen Sicherheit eingesetzt, 2001 bei der Bekämpfung von Lavaströmen nach einem Ätna-Ausbruch. Nach Verabschiedung der letzten Wehrpflichtigen (2005) hat die Brigade Aosta mehrmals an Friedensmissionen im Kosovo teilgenommen. Teile der Brigade wurden auch im Libanon und in Afghanistan eingesetzt.

## Bilder

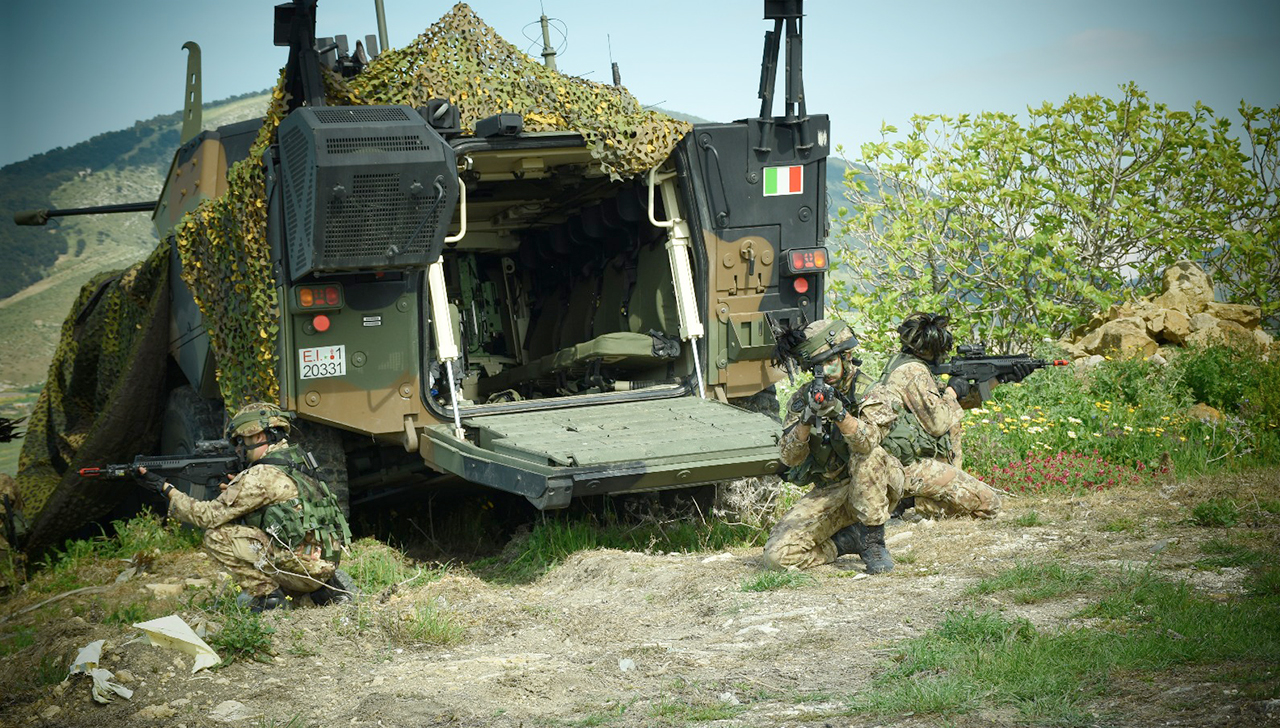
Radschützenpanzer Freccia, 6. Bersaglieri-Regiment
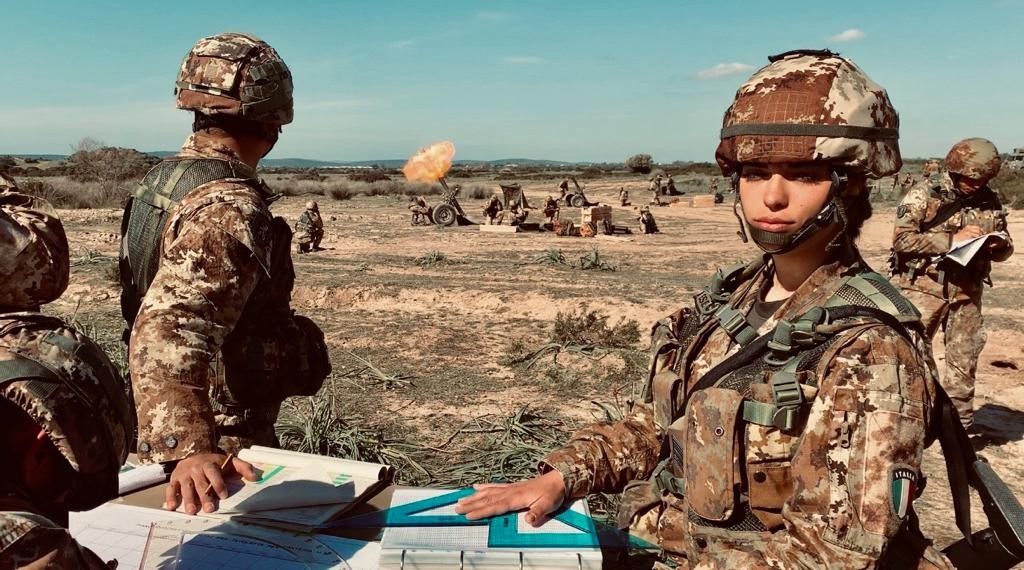
Soldatin der Brigade bei einer Übung mit Mörsern
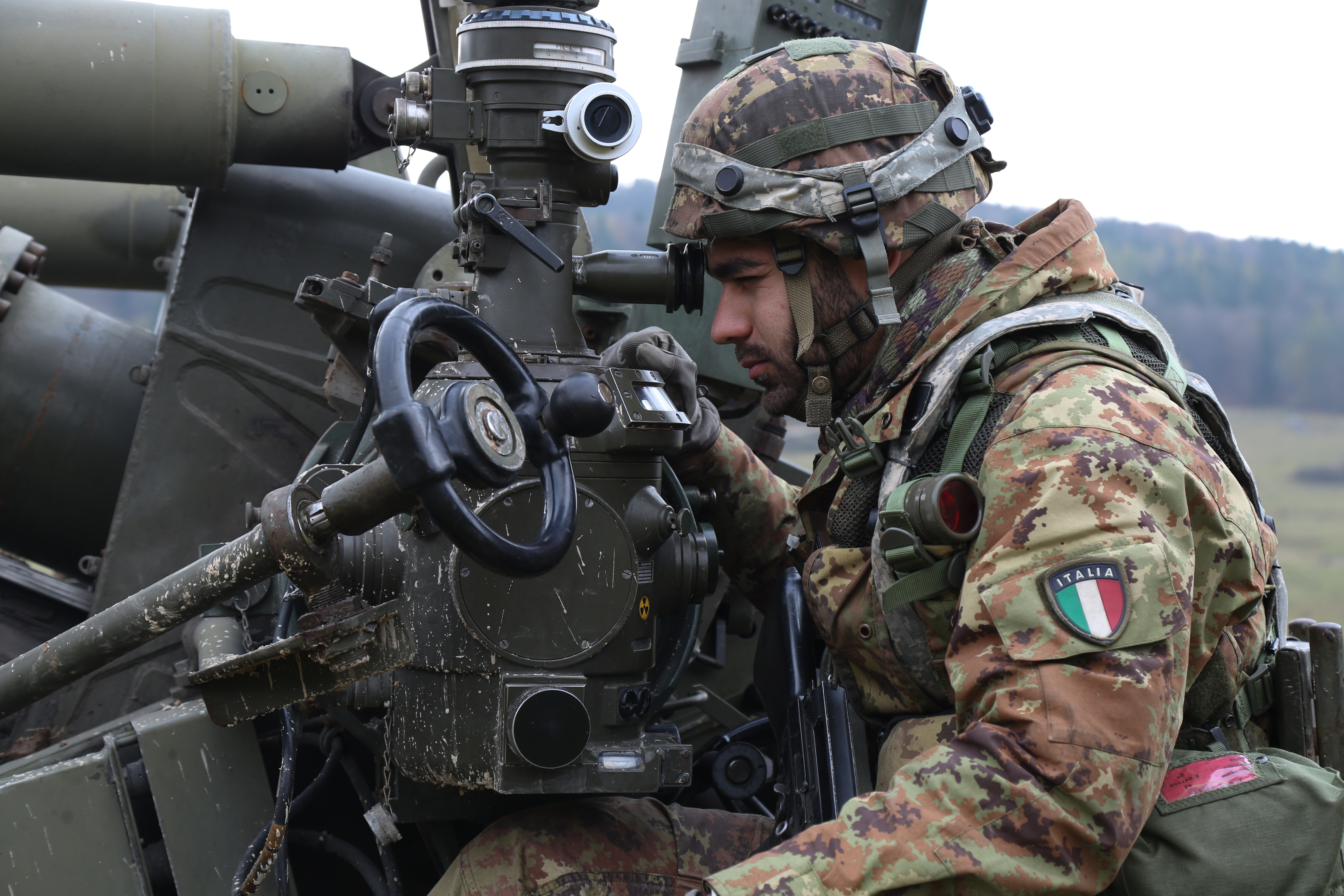
Richtkanonier, 24. Artillerie-Regiment Peloritani, 2017 in Hohenfels
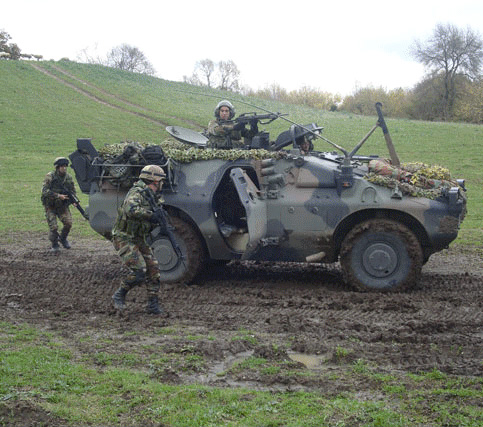
Lancieri di Aosta, 2007